# سسک نیزار نوک‌بزرگ
سسک نیزار نوک‌بزرگ (نام علمی: Acrocephalus orinus) نام یک گونه از سرده سسک‌های نیزار است.